# اسکالاک، استان بورگاس
اسکالاک (به بلغاری: Skalak) روستایی در بلغارستان است که در Ruen واقع شده‌است.